# High Frequency Global Communications System

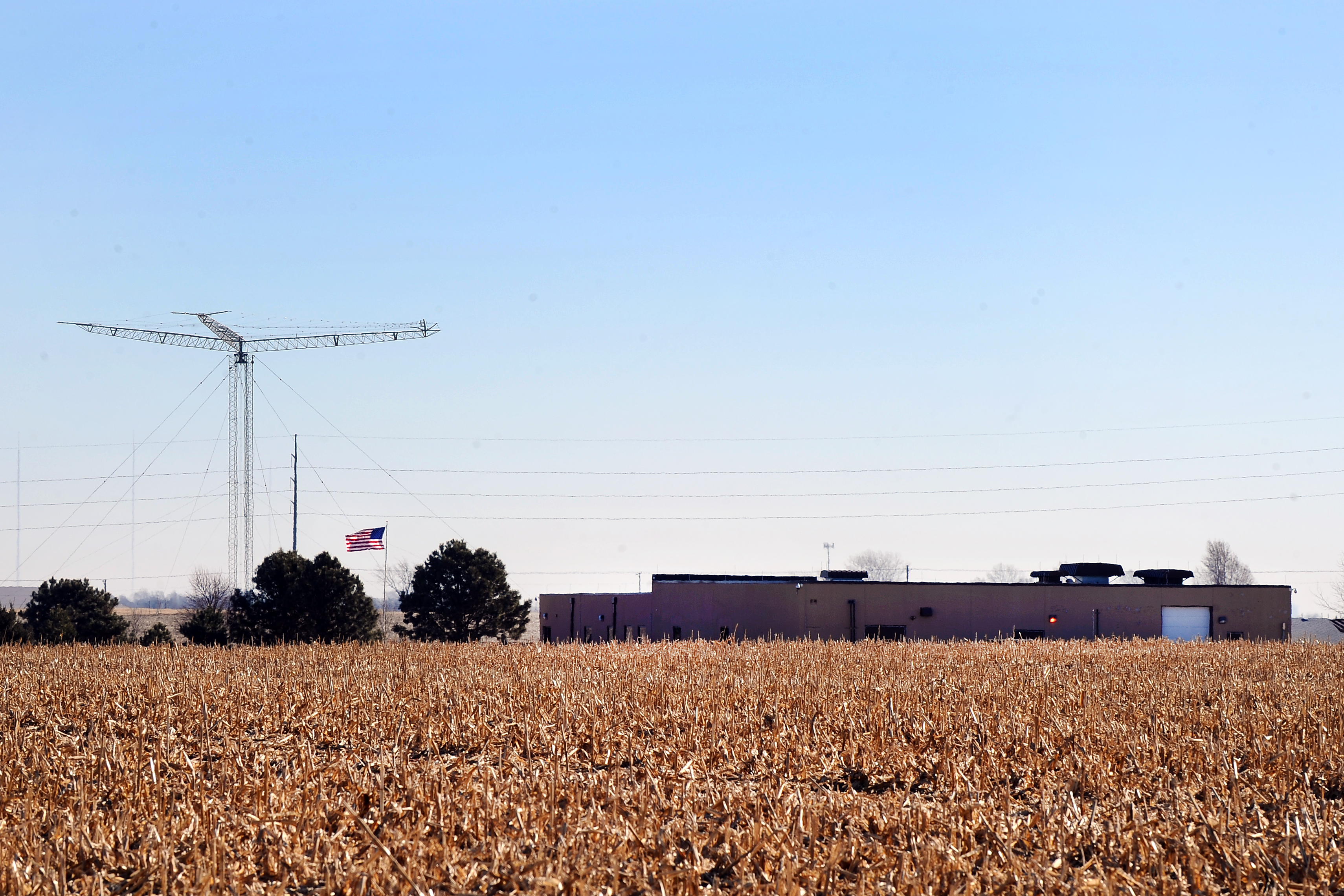
High Frequency Global Communications System, Hauptsitz (2014)

Das High Frequency Global Communications System (HFGCS) ist ein weltweites Netzwerk von Funkstationen der United States Air Force (USAF) für die Übertragung chiffrierter und unchiffrierter Sprachnachrichten an Luftfahrzeuge und für die Luft-Boden-Kommunikation.

## Nachrichten
Die Nachrichten enthalten meist Handlungsanweisungen (Befehle) und werden „skykings“ genannt.
Das System wird auch verwandt, um Emergency Action Message (EAM) zu versenden, eine chiffrierte Kurznachricht, mit welcher die Streitkräfte der Vereinigten Staaten den von der National Command Authority angeordneten Einsatz von Kernwaffen befehlen. Die häufigste Anwendung des Systems ist die gängige militärische Kommunikation in der Befehlskette.

## Integrierte Systeme
Das HFGCS unterstützt durch die eigenen Kapazitäten andere staatliche Institutionen und deren Kommunikationssysteme. Dazu gehören:
- die White House Communications Agency  (WHCA)
- Joint Chiefs of Staff (JCS) (Führungsstab)
- Air Mobility Command (AMC)
- Air Combat Command (ACC)
- AF Air Intelligence Agency (AIA),
- Air Force Materiel Command (AFMC)
- Air Force  Space Command (AFSPC),
- United States Air Forces in Europe (USAFE)
- Pacific Air Forces (PACAF) und den
- Air Weather Service (AWS).